# Alexander Ludwig (Ökonom)
Alexander Ludwig (* 1975) ist ein deutscher Wirtschaftswissenschaftler.

## Leben
Nach der Promotion bei Axel Börsch-Supan und Alan J. Auerbach in Mannheim 2005 und anschließender Tätigkeit als Leiter der makroökonomischen Abteilung des MEA in Mannheim war er von 2009 bis 2014 Professor für Makroökonomik an der Universität zu Köln. Seit 2014 war er Professor für Öffentliche Finanzen und Schuldenmanagement und seit 2020 Professor für Öffentliche Finanzen und Makroökonomische Dynamik an der Goethe-Universität Frankfurt. Seit September 2024 ist er von der Goethe-Universität Frankfurt beurlaubt als „Professor for Public Macroeconomics“ am European University Institute in Florenz tätig.
Seine Forschungsinteressen liegen in den Bereichen dynamische Makroökonomie mit heterogenen Haushalten, öffentliche Finanzen, sowie der demografischen und computergestützten Ökonomie.